# (4691) Toyen
(4691) Toyen est un astéroïde de la ceinture principale.

## Description
(4691) Toyen est un astéroïde de la ceinture principale. Il fut découvert le 7 octobre 1983 à l'Observatoire Kleť par Antonín Mrkos. Il présente une orbite caractérisée par un demi-grand axe de 2,27 UA, une excentricité de 0,19 et une inclinaison de 5,9° par rapport à l'écliptique.

## Compléments